# Château Türcke
Le château Türcke (en italien : Castello Türcke) est une résidence historique de Gênes en Italie. Elle est située sur une hauteur, dans le quartier balnéaire d'Albaro, au dessus du bourg marin de Boccadasse. De style néo-médiéval, elle est inspirée du palazzo Vecchio de Florence.

## Histoire
La villa a été construite en 1903 selon le projet de l'architecte florentin Gino Coppedè à la demande de l'ingénieur suisse Giovanni Türcke. Le bâtiment propose à nouveau les caractéristiques d'un véritable château néo-médiéval selon le modèle déjà testé par Coppedè avec le château Mackenzie à Gênes et repris dans plusieurs de ses autres projets ultérieurs.
Deux ans après la mort de l'ingénieur Türcke en 1917, les héritiers revendent le château à W. Homberger. Il agrandit la propriété en achetant des terrains en 1921 et 1925, agrandissant considérablement la taille du jardin.